# Eustache Marcadé
Eustache Marcadé (oder Mercadé) (* 2. Hälfte des 14. Jahrhunderts in Artois; † 10. Januar 1440) war ein französischer Autor des Spätmittelalters.

## Leben
Von Eustache Marcadé ist weder das Geburtsdatum noch der Sterbeort bekannt. Man weiß, dass er 1414 Propst in Dampierre-en-Yvelines war und 1418 Offizial der Abtei von Corbie. 1427 wurde er wegen sogenannter „Majestätsverbrechen“ von den Engländern in Amiens eingekerkert. Nach seiner Freilassung 1437 wurde er erneut zum Offizial in Corbie ernannt und von 1439 bis 1440 zum Dekan der kanonistischen Fakultät in Paris. Marcadé war außerdem Mitglied der Cour amoureuse de Charles VI, einer 1401 in Paris gegründeten ritterlichen Vereinigung von Adeligen, Bürgern und Klerikern.

## Werke
Marcadé wird eines der ersten französischen Mysterienspiele zugeschrieben: Le Mystère de la Passion, auch als Passion d’Arras bezeichnet. Das Mysterienspiel umfasst 24.944 Verse und wurde zwischen 1420 und 1430 in Arras, 1437 in Metz aufgeführt. Die Aufführungen zogen sich jeweils über vier Nachmittage hin. Das Spiel beginnt mit einem fiktiven Prozess im Paradies, bei dem Gott sich von der Gerechtigkeit und der Barmherzigkeit die Missetaten des Teufels berichten lässt. Dabei plädiert die Gerechtigkeit für die Bestrafung der Ursünde, die Barmherzigkeit für das Verzeihen. Dann beschließt Gott, seinen Sohn auf die Erde zu schicken, um die Menschheit aus der Verderbnis zurückzukaufen. Das Spiel beschreibt in der Folge das Leben Jesu von der Geburt bis zum Tod am Kreuz. Am letzten Tag der Aufführung erfolgt die Himmelfahrt. Neben der Passion d’Arras hat Marcadé ein weiteres Werk verfasst: La Vengeance de Nostre Seigneur Jhesu Crist. Es umfasst etwa 14.000 Verse. Auch dessen Verskunst und Dramaturgie hat für spätere Dichter Maßstäbe gesetzt. 1450 griff Arnoul Gréban die Technik des Mysterienspiels auf und entwickelte sie in seinem Werk Le Mystère de la passion weiter.